# Katarzyna Szklarczuk
Katarzyna Szklarczuk (ur. 14 września 1970) – polska piłkarka ręczna, mistrzyni i reprezentantka Polski.

## Kariera sportowa
Przez całą karierę związana była z klubem Start Elbląg, z którym zdobyła m.in. dwukrotnie mistrzostwo Polski (1992, 1994), wicemistrzostwo (1991, 1997) i brązowe medale mistrzostw Polski (1993, 1998, 1999, 2000). Zakończyła karierę w 2010, ale pozostała w elbląskim klubie jako członek sztabu szkoleniowego.
W reprezentacji Polski debiutowała 12 sierpnia 1994 w towarzyskim spotkaniu ze Słowacją. Wystąpiła na mistrzostwach świata w 1997 (8 miejsce). Na tym ostatnim turnieju po raz ostatni zagrała w reprezentacji - 13 grudnia 1997 z Chorwacją. Łącznie w biało-czerwonych barwach wystąpiła 21 razy, zdobywając 21 bramek.